# Mehring (Oberbayern)
Mehring ist eine Gemeinde im oberbayerischen Landkreis Altötting.

## Geographie

### Nachbargemeinden
- Burghausen
- Burgkirchen an der Alz
- Emmerting
- Haiming (Oberbayern)
- Marktl (Schützing)

### Gemeindegliederung
Es gibt 14 Gemeindeteile (in Klammern ist der Siedlungstyp angegeben):
- Badhöring (Weiler)
- Brunn (Weiler)
- Eschlberg (Einöden)
- Gegend (Einöden)
- Hintermehring (Dorf)
- Hohenwart (Kirchdorf)
- Lengthal (Weiler)
- Lettenthal (Weiler)
- Lindach (Weiler)
- Mehring (Pfarrdorf)
- Niederholz (Dorf)
- Öd (Dorf)
- Unghausen (Dorf)
- Winklhardt (Weiler)

Den ursprünglichen Kern der Gemeinde stellen Mehring und Hintermehring dar. Alle übrigen Gemeindeteile kamen durch Eingemeindungen bzw. Gemeindeauflösungen hinzu.
Es gibt die Gemarkungen Holzfelder Forst und Mehring.

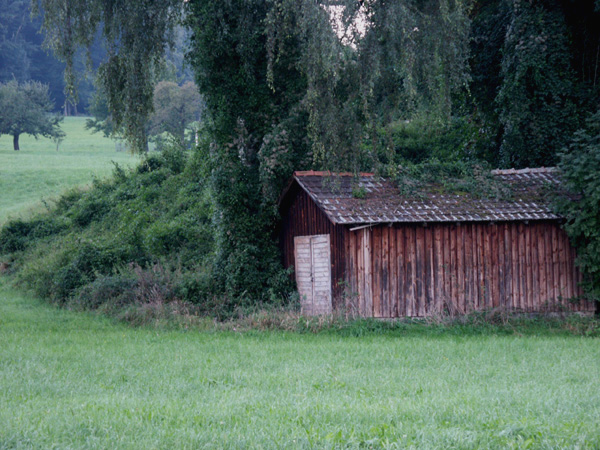
Eine alte, verlassene Scheune nahe Hintermehring

## Geschichte

### Vorchristliche Zeit und Antike
Die Ursprünge des Orts liegen im Dunkeln, es lassen sich über die Besiedlung in der Zeit vor der ersten urkundlichen Erwähnung nur Mutmaßungen anstellen.
Da in der Umgebung von Mehring (z. B. in Burgkirchen und Dorfen) archäologische Funde eine Besiedlung der Region in vorchristlicher Zeit belegen, liegt die Vermutung nahe, dass auch Mehring selber besiedelt war. Die Lage nahe dem Fluss Alz, die dichte Bewaldung und die Anhöhe, auf der der Dorfkern von Mehring liegt, hätten für die damalige Zeit gute Voraussetzungen dargestellt, um eine Ansiedlung zu gründen. Im Wald nahe Mehring sind Strukturen zu erkennen, die auf archäologische Funde schließen lassen, wobei eine intensive Erforschung noch aussteht.
Es ist aber denkbar, dass diese Strukturen neueren Datums sind und daher keinen Beweis für eine vorchristliche Besiedlung liefern. Ein allgemeines Problem für Artefakte aus vor- und frühgeschichtlicher Zeit ist jahrhundertelange landwirtschaftliche Nutzung und Besiedlung, so dass womöglich geschichtlich interessante potentielle Fundorte irreparabel zerstört sind.

### Spätantike und Frühmittelalter
Der Ortsname weist auf eine Entstehungszeit des Ortes im Zuge der bajuwarischen Landnahme im 6./7. Jahrhundert: Wahrscheinlich ist, dass der Name „Moringen“ (die Endung -ing steht für einen germanischen Versammlungsplatz, siehe Thing) auf einen romanischen Personennamen (Maurus oder Morus) zurückgeht.
Erstmals urkundlich erwähnt wird Mehring im Jahr 788 unter dem Namen „Moringen“. Zur damaligen Zeit war der Ort Sitz eines Rittergeschlechtes, das sich nach dem Gemeindenamen „Moringer“ oder „Moeringer“ nannte.
Die Entstehung des Namens ist umstritten. Der auf dem Gemeindewappen abgebildete Mohrenkopf deutet als Namensursprung auf einen „Mohren“ hin.
Andererseits ist es durchaus möglich, dass das Gemeindewappen nur eine sinnbildliche Abbildung des Namens widerspiegelt aber nicht dessen Ursprung, so liegt auch die Vermutung nahe (siehe Heimatbuch Mehring), dass Mehring auf den romanischen Personennamen „Marus“ oder „Morus“ zurückzuführen ist.
Eine Mutmaßung geht dahin, dass ein arabischer Händler aus Nordafrika sich an der Stelle der heutigen Gemeinde niedergelassen haben könnte oder es im Zuge von vorchristlichen Völkerwanderungen eine Gruppe Menschen südländischen Ursprungs dorthin verschlagen haben könnte. Letztere Theorie scheint sich aber neueren Forschungen zufolge nicht halten zu können. Die Händlertheorie scheint fundierter zu sein, wobei Belege aus Quellen oder archäologischen Untersuchungen weiterhin fehlen. Untermauert werden könnte die Theorie allerdings dadurch, dass tatsächlich in dieser Zeit arabische Händler Handelsbeziehungen bis nach Europa unterhielten. Ob diese Beziehungen aber bis nach Südostbayern reichten, ist fraglich. Meist wurden Güter wie z. B. Stoffe über Zwischenhändler, vornehmlich fahrende Kaufleute, in die Provinzen jenseits der Alpen verbracht.

### Neuzeit
Bis zum Beginn des 19. Jahrhunderts war Mehring zudem der Sitz des landesgerichtlichen Außenamtes, Ampt Mehring, genannt. Die Zuständigkeit umfasste:
- Burgkirchen
- Asten
- Mehring
- Haiming
- Samarienberg (= Marienberg)

Mehring wurde im Zuge der Verwaltungsreformen in Bayern nach Napoléon Bonaparte 1818 eine politisch selbstständige Gemeinde.

### Eingemeindungen
Seit 1818 hat die politische Gemeinde mehrere Gebietsänderungen erfahren:
- Am 1. Januar 1921 kamen die Gemeindeteile Niederholz und Öd der aufgelösten Gemeinde Holzfeld hinzu.[5]
- 1969 wurde der Gemeindeteil Hechenberg in die Stadt Burghausen umgegliedert.
- 1978 wurde ein Teil des Gemeindebereichs Lindach sowie ein Teil des Gemeindeteils Badhöring ebenfalls in die Stadt Burghausen umgemeindet. Mehring bildet seit 1978 eine Verwaltungsgemeinschaft mit Emmerting.
- 2001 wurden Teile des Holzfelder Forstes in die Gemeinde Mehring eingegliedert.

### Einwohnerentwicklung

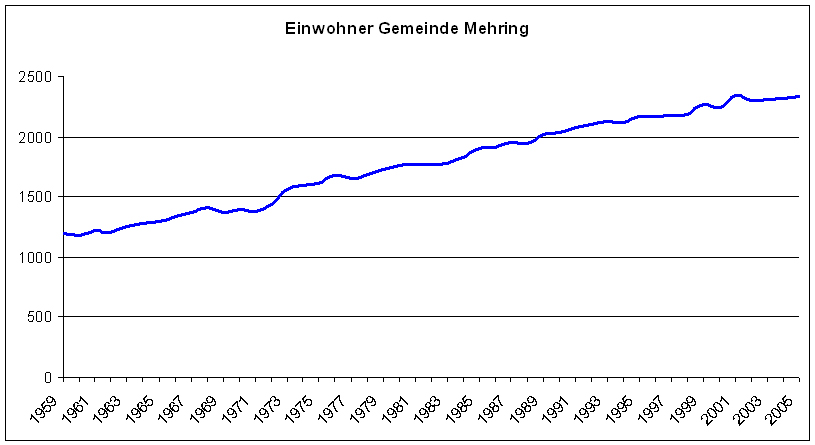
Einwohnerzahlen jew. zum 31. Dez., lt. Statistik Einwohnermeldeamt Emmerting

Mehring hat 2473 Einwohner (Stand: 31. Dezember 2016) Die Entwicklung der Bevölkerung verzeichnet seit den 1960er Jahren einen stetigen Zuwachs, vor allem in den Gemeindeteilen Öd und Unghausen, da hier Bauland ausgewiesen ist und die Lage nahe Burghausen günstig für viele Pendler ist.
Zwischen 1988 und 2018 wuchs die Gemeinde von 1872 auf 2505 um 633 Einwohner bzw. um 33,8 %.

### Kirchengeschichte

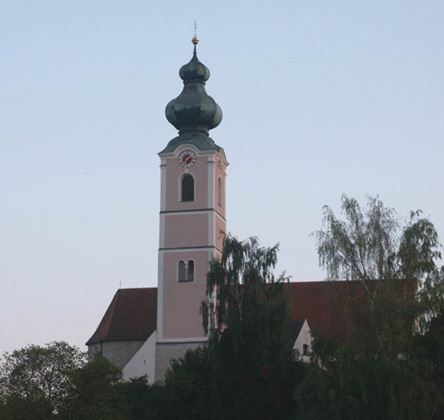
Blick auf die Kirche von Mehring

Die Pfarrei Mehring bestand bis 1399 und schloss Burghausen mit ein, um 1400 wurde Mehring der Pfarrgemeinde Raitenhaslach, danach Burghausen untergliedert. Erst seit dem Jahr 1901 besitzt Mehring wieder eine eigenständige Pfarrei.
Mehring ist somit eine der ältesten Pfarrgemeinden im Bistum Passau.
Die aus dem 15. Jahrhundert stammende Ortskirche, 1445 erbaut und 1965 den Gegebenheiten einer größer werdenden Gemeinde angepasst, ist dem Hl. Martin von Tours geweiht.

## Politik

### Gemeinderat
Der Gemeinderat besteht aus dem Ersten Bürgermeister und 14 Gemeinderatsmitgliedern. Die Gemeinderatswahl am 15. März 2020 mit einer Wahlbeteiligung von 70,4 % (2014: 61,7 %) brachte folgendes Ergebnis:
|  | CSU und Unabhängige    | 6 Sitze | (43,4 %) |
|  | Freie Wähler           | 5 Sitze | (35,5 %) |
|  | SPD und Umweltbewusste | 3 Sitze | (21,1 %) |

Gegenüber der Amtszeit 2014 – 2020 verloren CSU/Unabhängige sowie SPD/Umweltbewusste jeweils einen Sitz, die Freien Wähler legten um zwei Sitze zu.

### Bürgermeister
Erster Bürgermeister ist Robert Buchner (Freie Wähler). Er ist seit Mai 2020 im Amt und wurde am 15. März 2020 mit 51,6 % der Stimmen gewählt. Sein Vorgänger war Josef Wengbauer (CSU), der seit Mai 2002 im Amt war zuletzt bei der Kommunalwahl 2014 mit 92,9 % ohne Gegenkandidaten im Amt bestätigt wurde.

### Wappen
| Wappen Gde. Mehring | Blasonierung: „Schräglinks geteilt von Silber und Rot; oben ein schwarzer Mohrenkopf mit roter Kopfbedeckung, unten ein silberner Gänserumpf, der einen goldenen Bischofsstab im Schnabel hält.“ |
| Wappen Gde. Mehring | Wappenbegründung: Die Gemeindekirche ist dem Hl. Martin von Tours geweiht, dessen Attribute der Bischofsstab sowie eine Gans sind, was sich im Wappen widerspiegelt. Der Mohrenkopf rührt von der Namensgebung her (siehe Geschichte), wobei ungeklärt ist, ob der Name Mehring tatsächlich von „Mohr“ abgeleitet ist (vergl. Heimatbuch Mehring). Auch wenn das Wappen deutlich älter ist, da es schon in frühen Dokumenten Verwendung fand, so wurde erst durch die Beurkundung der Regierung von Oberbayern am 16. Februar 1982 der Gemeinde offiziell die Zustimmung zur Führung des Wappens und einer Fahne erteilt. |

### Verwaltung
Die Gemeinde ist Mitglied der Verwaltungsgemeinschaft Emmerting. Das Bürgermeisteramt ist in Mehring, Scheibelbergstraße 2 untergebracht.

## Wirtschaft
Im Gewerbegebiet Hohenwart haben sich dank der guten Verkehrsanbindung an die A94 einige Dienstleistungs- und Produktionsbetriebe angesiedelt. Bedingt ist dies auch durch die Nähe zu Burghausen und den dortigen Industrieunternehmen wie Wacker-Chemie AG und der Raffinerie OMV Deutschland GmbH sowie zum Werk Gendorf, ehemals Hoechst AG.

### Verkehr
Mehring verfügt über keine Bahnanbindung und die Alz ist nicht schiffbar. Direkt zwischen Mehring und Öd verläuft die Staatsstraße zwischen Burghausen und Altötting, wo diese in die B12 bzw. B20 und A94 übergeht.

## Öffentliche Einrichtungen

### Bildungseinrichtungen
In Mehring gibt es eine Grundschule (Mehring) und einen Kindergarten (Öd), aber keine weiterführende Schule. Mittelschule, Realschule sowie Gymnasium befinden sich in den Nachbarstädten Altötting und Burghausen.
Im Gebäude der Grundschule gibt es eine Kinderkrippe.

### Freizeit- und Sportanlagen
Mehring verfügt über einen Sportpark mit 3 Fußballplätzen (2 × Großfeld, 1 × Kleinfeld), einem DFB-Minispielfeld, einer Tennisanlage mit 3 Sandplätzen, einer Stockschützenhalle, sowie der im Jahr 2009 neu errichteten Sporthalle (Turnhalle, Gymnastikraum, vier Kegelbahnen und Schießanlage der Wildschützen) und dem Sportheim des SV Mehring.
In Hohenwart die an der Alz gibt es eine Schießsportanlage (Lang- und Kurzwaffen; 25/50/100 m) mit Vereinslokal der Kgl. priv. Feuerschützengesellschaft Burghausen.

## Kultur und Sehenswürdigkeiten

### Theater
Im Priessenthal befindet sich der Theaterhof von Martin Lüttge (ehem. Tatort-Kommissar). Ausgehend davon finden regelmäßig im Sommer Freilichtaufführungen statt.

### Bauwerke
Historische Bauwerke stellen die Kirche von Mehring, erbaut 1445, sowie die Kirche von Hohenwart mit angeschlossenem Friedhof dar.

### Geotope
- Ehemaliger Nagelfluh-Bruch Unghausen; 2012 Verfüllung entfernt; Nagelfluh der Günzeiszeit mit groben Steinen überlagert; geowissenschaftlicher Wert „wertvoll“[10]

## Persönlichkeiten
- Johann Bergmann (1887–1958), geboren im Ortsteil Unghausen, römisch-katholischer Priester, trug 1945 zur Rettung vieler Häftlinge eines Todeszuges bei.
- Martin Lüttge (1943–2017), Schauspieler und Tatort-Kommissar, bewirtschaftete einen Theaterhof in Mehring.
- Franz Xaver Werkstetter (1933–2023), deutscher Politiker und Landtagsabgeordneter